# Erminio Bercarich
Erminio Bercarich (Valdarsa, 8 novembre 1923 – Roma, 1º settembre 1986) è stato un calciatore italiano, di ruolo attaccante. È il calciatore che detiene il record assoluto di reti con la maglia della Reggina: ne ha messe a segno 71 in totale.

## Biografia
Nacque nel 1923 nella penisola istriana, esattamente a Valdarsa, all’epoca Italia e attualmente appartenente alla Croazia con il nome di Šušnjevica (Susgnevizza nel toponimo italianizzato),  sfuggì assieme alla famiglia alle Foibe trasferendosi nel 1945 a Reggio Calabria e qui si conquistò il soprannome di "Stella del Sud".
Nonostante la prolifica carriera tra Serie C e Serie A, con la quale riusciva a ottenere premi extra in denaro a ogni marcatura (si dice che il presidente del Cagliari Domenico Loi doveva elargire il premio per il gol subito dopo la segnatura, a partita ancora in corso), una volta terminata la carriera, comunque già condita di trasgressioni tra tabacco e alcool che gli causarono anche frizioni con le dirigenze dei club dove militò, finì in miseria vivendo per vari periodi anche da senzatetto. Un lavoro come custode dello Stadio Sant'Elia a Cagliari e una raccolta fondi da parte dei suoi ex compagni del Carbonia non gli evitarono successivamente una morte solitaria a soli 63 anni in una clinica a Roma.

## Caratteristiche tecniche
Centravanti molto prolifico e di grandi doti fisiche: era alto e dal fisico possente; nonostante ciò, disponeva di un ottimo controllo di palla e di un veloce dribbling.

## Carriera
Inizia a giocare nell'Eneo di Fiume, società partecipante ai campionati della Sezione Propaganda del Direttorio Locale di Fiume, società che poi confluì nella Littorio di Fiume partecipante al campionato di Prima Divisione della Venezia Giulia.

Arrivò a Reggio Calabria nel 1945 ed esordì con la Reggina il 3 febbraio 1946, ospite il Lentini. Segnò la sua prima delle 71 reti in amaranto a Messina contro il Gazzi.
Rimase in maglia amaranto fino alla stagione 1948-1949, mettendo a segno 66 reti complessive.
Nell'estate 1949 fu acquistato dal Venezia, giocando pertanto in Serie A. Con i veneti disputa 14 incontri, segnando in 4 occasioni.

Bercarich (in piedi, primo da sinistra) nel Legnano del 1953-1954

Tornò ancora una volta in Serie C nel 1950 con la maglia del Prato, e dopo una sola stagione si trasferisce a Cagliari. In Sardegna disputò due stagioni, dal 1951-1952 al 1952-1953; conquistò la promozione in Serie B già al termine della prima, realizzando 30 gol in 32 partite. Tuttavia nella seconda stagione entrò in contrasto con l'allenatore Federico Allasio: Bercarich era un accanito fumatore che dedicava infatti il suo tempo libero alle partite di poker ed ai divertimenti serali, rendendo di meno in allenamento.
Lasciò pertanto il Cagliari, ma ritrovò la Serie A con la maglia del Legnano nel 1953; rimase in Lombardia anche dopo la retrocessione in Serie B: in totale segnò 10 reti in due stagioni.
Nel 1955 passò alla Chinotto Neri in IV Serie, segnando 11 reti in 18 presenze; già dalla stagione successiva approdò alla Carbosarda in Serie C, dove mise a segno 25 reti in due stagioni.
Vestì la maglia amaranto nella stagione 1958-1959, realizzando 5 reti in 15 incontri. Chiuse la carriera nel Carbonia dopo essere rimasto inattivo per ben due stagioni.
Erminio Bercarich è ancora oggi il primatista di gol segnati nella storia della Reggina (75 complessivi) e di gol nei derby contro il Messina: ne ha infatti messi a segno 6. Inoltre è il calciatore con più gol rispetto alle presenze nella storia del Cagliari Calcio, davanti anche a Gigi Riva.

## Statistiche

### Presenze e reti nei club
| Stagione          | Squadra           | Campionato        | Campionato | Campionato |
| Stagione          | Squadra           | Comp              | Pres       | Reti       |
| ----------------- | ----------------- | ----------------- | ---------- | ---------- |
| 1945-1946         | Reggina           | C                 | 9          | 7          |
| 1946-1947         | Reggina           | C                 | 18         | 20         |
| 1947-1948         | Reggina           | C                 | 27         | 22         |
| 1948-1949         | Reggina           | C                 | 26         | 17         |
| Totale Reggina    | Totale Reggina    | Totale Reggina    | 80         | 66         |
| 1949-1950         | Venezia           | A                 | 14         | 4          |
| 1950-1951         | Prato             | C                 | 29         | 27         |
| 1951-1952         | Cagliari          | C                 | 36         | 30         |
| 1952-1953         | Cagliari          | B                 | 27         | 12         |
| Totale Cagliari   | Totale Cagliari   | Totale Cagliari   | 63         | 42         |
| 1953-1954         | Legnano           | A                 | 24         | 6          |
| 1954-1955         | Legnano           | B                 | 12         | 4          |
| Totale Legnano    | Totale Legnano    | Totale Legnano    | 36         | 10         |
| 1955-1956         | Chinotto Neri     | IV                | 18         | 11         |
| 1956-1957         | Carbosarda        | C                 | 25         | 13         |
| 1957-1958         | Carbosarda        | C                 | 20         | 12         |
| Totale Carbosarda | Totale Carbosarda | Totale Carbosarda | 45         | 25         |
| 1958-1959         | Reggina           | C                 | 15         | 5          |
| Totali carriera   | Totali carriera   | Totali carriera   | 302        | 194        |

## Palmarès

### Club

#### Competizioni nazionali
- Serie C: 1

Cagliari: 1951-1952